# Театр на Печерську
Київський академічний театр на Печерську (раніше Новий драматичний театр на Печерську) — камерний драматичний театр, створений у  2000 році.
Директор-художній керівник — Ігор Рубашкін.

## Історія
Основою театру став випускний курс Київського Національного Університету театру, кіно і телебачення ім. І.К.Карпенка-Карого (керівник курсу — н.а. України М.М.Рушковський). У студентські роки ця трупа створила вистави, які послужили основою для репертуару майбутнього театру.
Курс був хороший. Знаючи загальну практику (як українську, так і російську), яка стосується працевлаштування артистів, я зрозумів, що, якщо розпустити хлопців, вони загинуть як творчі особистості. Так часто і відбувається: хтось виходить на гребінь хвилі, інші губляться. Але у того курсу була рідкісна цілісність, цікавий репертуар. Вони грали «Людину з Ламанчі», горьковських «Зикових», «Майстра і Маргариту». І ми з хлопцями домовилися: спробуємо все зробити для того, щоб створити новий театр. Став шукати людей, які б закохалися в них. Їх виявилося багато - самобутніх, з високими посадами. В результаті вийшли на Печерський район Києва, де працював невеликий театр-студія. Але у них пішла з життя керівник. У колективі залишилося лише кілька людей. Представники райадміністрації запропонували нам включити моїх хлопців в трупу, знайшли приміщення. 
М.Рушковський
У роки становлення театру допомагав народний артист СРСР Кирило Юрійович Лавров. Було здійснено ремонт в приміщенні театру на вулиці Шовковична, 3. З 2004 року саме тут театр знайшов свій перше притулок.
У 2010 році театр переїхав на нове місце по вулиці Мала Шияновська (на той час — Немировича-Данченка), 5, де продовжує свою роботу і нині.
У 2017 році театру був присвоєний статус академічного.
За більше, ніж 20 років існування в театрі було поставлено понад 50 вистав. Вистави театру брали участь у фестивалях в Росії, Білорусі, Німеччини, Великій Британії, Швеції.
Театр і окремі артисти багато разів ставали лауреатами театральної премії «Київська пектораль» та фестивалю-премії GRA. Вистави «Людина з Ламанчі», «Майстер і Маргарита», «Закон танго», «Розпусник», «Щастя», «Корабель не прийде», «Світ у горіховій шкаралупі» були відзначені театральними критиками і удостоєні премії в своїх номінаціях.
Всі актори Театру на Печерську активно знімаються в художніх фільмах і телесеріалах.
За роки свого існування театр підтримує тісні контакти і проводить спільні проекти з Посольством королівства Швеція; Шведським інститутом, Гете інститутом, Культурним центром при Посольстві Республіки Італія, культурним центром «МИР» в Мюнхені, Культурним центром при Посольстві Аргентинської Республіки.
У театрі практикувалися «творчі зустрічі артистів з глядачами» під назвою «Історії з гримерки».

## Трупа
На початок 2020-тих років у театрі працює 32 актора: 13 — в трупі, а також — запрошені з інших театрів. Всі ці роки художнім керівником театру був Олександр Крижанівський (до своєї смерті 21 листопада 2023 року). 
З листопада 2023 театр очолює заслужений артист України Ігор Рубашкін.

## Репертуар
| Прем'єра | Назва                                                            | Автор                                                                         | Режисер                                  | Акторський склад | Коментар |
| -------- | ---------------------------------------------------------------- | ----------------------------------------------------------------------------- | ---------------------------------------- | --- | --- |
| 2025     | Ліниві та ніжні                                                  | Юрій Іздрик                                                                   | Ольга Ларіна                             | Юлія Першута, Іван Жилюк | |
| 2025     | Проти темряви                                                    | Йорге Єрдт                                                                    | Ігор Рубашкін                            | Оеся Власова, Руслан Сокольник | |
| 2024     | Пеппі                                                            | Астрід Ліндґрен                                                               | Олена Лазовіч                            | Мальвіна Мошкович, Павло Логівн, Серафима Кондратюк, Аліка Федотова / Анна Лебедєва, Наталія Здобнова, Андрій попков, Іван Трофименко | |
| 2024     | Камінний господар                                                | Леся Українка                                                                 | Ольга Ларіна                             | Ян Корнєв, Ольга Ларіна, Юлія Першута, Руслан Сокольник | |
| 2023     | Соломія                                                          | Олена Лазовіч                                                                 | Олена Лазовіч                            | Олена Мамчур, Дарія Творонович, Владислав Мамчур, Денис Капустін / Іван Жилюк, Олександр Бондар / Іван Трофименко, Андрій Попков. | |
| 2023     | Камінний господар (у приміщенні НЦТ ім Леся Курбаса)             | Леся Українка                                                                 | Ольга Ларіна                             | Ольга Ларіна, Денис Капустін / Всеволод Сорока, Ігор Качур, Варвара Глуховська / Тетяна Єсауленко. | Фінансовано зі Стабілізаційного фонду культури й освіти 2023 Федеральним міністерством закордонних справ Німеччини та Goethe-Institut.goethe.de. |
| 2023     | Небезпечні ми                                                    | Девід Мемет                                                                   | Олімпіада Шамрай (дебют)                 | Варвара Глуховська, Денис Мартинов | |
| 2022     | FEMINA (Дар роду)                                                | Анастасія Матешко                                                             | Ольга Ларіна, Варвара Глуховська         | Ольга Ларіна, Вікторія Щегель, Кароліна Мруга, Анна Троцько, Анна Романова, Олександр Дика. | |
| 2022     | Я, війна і пластикова граната                                    | Ніна Захоженко                                                                | Олександр Крижанівський, Ігор Рубашкін   | Ігор Рубашкін, Григорій Бакланов, Ольга Ціцілінська, Юрій Вутянов, Руслан Сокольник, Анна Романова, Кароліна Мруга, Григорій Наумов. | Створено за підтримки Гете-Інститут. Фінансування за рахунок Стабілізаційного фонду культури й освіти 2022.                                      |
| 2021     | Твій хтось                                                       | Леся Українка                                                                 | Олена Лазовіч                            | Аліка Бурим, Григорій Бакланов, Олександр Бондар | |
| 2021     | Море-океан                                                       | Алессандро Барікко                                                            | Ігор Рубашкін                            | Ігор Рубашкін, Катерина Кістень, Григорій Бакланов, Вероніка Літкевич, Юрій Вутянов, Юлія Першута, Катерина Рубашкіна, Володимир Заєць, Тетяна Зеленська, Олександр Павлін, Руслан Сокольник, Андрій Попков, Дарія Журавель, Владислав Порожній, Катерина Курбатова (скрипка). | |
| 2020     | Привид в обладунку                                               | Масамуне Шіро                                                                 | Дмитро Захоженко                         | Катерина Шенфельд, Ігор Рубашкін, Катерина Кістень, Руслан Сокольник, Юлія Першута | |
| 2020     | Іранська конференція                                             | Іван Вирипаєв                                                                 | Олена Лазовіч                            | Олександр Васін, Андрій Попков, Юрій Вутянов, Анна Лебедєва, Марина Юрчак, Наталія Здобнова, Володимир кузнєцов, Владислав Мамчур, Володимир Постановський, Никін Федотов, Володимир Заєць, Дарія Творонович | |
| 2019     | Піноккіо, або Історія про те, як стати людиною                   | Карло Коллоді                                                                 | Олена Лазовіч                            | Григорій Бакланов, Юрій Вутянов, Ігор Назаров, Марія Трепікова, Дарія Творонович, Владислав Мамчур, Олена Мамчур, Яна Коверник, Андрій Попков, Руслан Сокольник, Олександр Васін | |
| 2019     | Гамлет                                                           | Вільям Шекспір                                                                | Ольга Ларіна, Денис Мартинов             | Денис Мартинов, Вікторія Щегель, Ольга Ларіна, Юлія Першута, Григорій Бакланов, Варвара Глуховська, Борис Книженко, Ігор Качур, Кирило Смола | |
| 2019     | Наталка Полтавка.doc                                             | за мотивами класичної п'єси Івана Котляревського "Наталка Полтавка"           | Олена Лазовіч                            | Олена Мамчур, Дарія Творонович, Григорій Бакланов, Ігор Назаров, Владислав Мамчур, Марія Трепікова, Юрій Вутянов, Наталія Здобнова, Андрій Попков, Яна Коверник, Павло Логвін | Проєкт було створено за підтримки Українського культурного фонду.                                                                                |
| 2019     | Покоління пепсі                                                  | Сергій Жадан                                                                  | Вероніка Літкевич                        | Дмитро Усов, Поліна Снісаренко, Григорій Бакланов, Руслан Сокольник, Юрій Вутянов, Артур Зайцев, Владислав Писаренко, Кирило Липко | |
| 2018     | Світ у горіховій шкаралупі                                       | Стівен Хокінг                                                                 | Дмитро Захоженко                         | Ігор Рубашкін, Катерина Кістень, Григорій Бакланов, Артур Зайцев, Андрій Попков, Олександр Васін, Борис Український | Премія «За кращу пошуково- експериментальну виставу», фестиваль-премія GRA                                                                       |
| 2018     | Мій Гамлет. Висоцький                                            | за творами Володимира Висоцького та спогадами його колег та друзів            | Олена Лазовіч                            | Григорій Бакланов, Владислав Мамчур, Ігор Назаров, Юрій Вутянов, Лілія Нагірна, Олена Мамчур, Катерина Варченко, Юлія Першута, Наталія Здобнова, Андрій Попков, Борис Український, Руслан Сокольник, Андрій Сидоренко | |
| 2018     | Мистецтво домовлятися (Бог Різанини)                             | Ясміна Реза                                                                   | Ольга Ларіна, Денис Мартинов             | Ольга Ларіна, Денис Мартинов, Юлія Першута, Ігор Качур, Артур Зайцев | |
| 2017     | Двоє бідних румунів, що говорять польською                       | Дорота Масловська                                                             | Валентина Сотніченко                     | Вероніка Літкевич, Ігор Рубашкін, Катерина Кістень, Руслан Сокольник, Юрій Вутянов | |
| 2016     | У саме серце                                                     | Луїджі Пірандело                                                              | Дмитро Захоженко                         | Тетяна Зеленська, Вероніка Літкевич, Марія Хомутова, Юрій Вутянов, Руслан Сокольник, Ольга Арутюнян, Вячеслав Рак, Андрій Попков | |
| 2016     | Відрада та Втіха                                                 | архівні матеріали                                                             | Олена Лазовіч                            | Олена Мамчур, Катерина Рубашкіна, Анна Лебедєва, Ігор Назаров, Владислав Мамчур, Юлія Першута, Андрій Попков, Наталія Здобнова | |
| 2016     | Любити                                                           | Музично-поетичний перформанс                                                  | Денис Мартинов                           | Ольга Ларіна, Денис Мартинов, Руслан Сокольник, Денис Драчевський (електрогітара та акустична гітара, фортеп'яно), Жанна Марчинська (віолончель, фортеп'яно), Сергій Вилка (флейта, бас гітара) | |
| 2015     | Прекрасне                                                        | Платон / Пушкін / Стругацькі                                                  | Денис Мартинов, Віктор Марвін            | Денис Мартинов, Володимир Заєць | |
| 2015     | Блез                                                             | Клод Маньє                                                                    | Олександр Крижанівський                  | Катерина Кістень, Владислав Мамчур, Руслан Сокольник, Ігор Назаров, Вероніка Літкевич, Катерина Рубашкіна, Олеся Власова, Юрій Вутянов, Анна Лебедєва, Наталія Здобнова, Юлія Першута | |
| 2015     | Гессе. Причті                                                    | Герман Гессе                                                                  | Олександр Крижанівський                  | Катерина Кістень, Ігор Рубашкін, Володимир Кузнєцов, Денис Мартинов, Тетяна Зеленська | в музичному супроводі камерного ансамблю Sed Contra                                                                                              |
| 2014     | ВІДЧУВАТИ                                                        | спільний шведсько-український проект                                          | Олександр Крижанівський                  | | |
| 2014     | Пристрасті за Ідіотом                                            | Федір Достоєвський                                                            | Ольга Ларіна                             | Ольга Ларіна, Анна Сергєєва | |
| 2014     | Нічний Гаспар. Повішаний                                         | Лейла Александер-Гаретт                                                       | Олександр Крижанівський                  | Тамара Плашенко | |
| 2013     | Gogol пошук                                                      | Микола Гоголь                                                                 | Олександр Крижанівський                  | Катерина Кістень, Ігор Рубашкін, Владислав Мамчур, Лілія Нагірна, Юлія Першута, Руслан Сокольник, Вероніка Літкевич | |
| 2013     | Король Юдейський                                                 | Федір Достоєвський                                                            | Ігор Лисов                               | Світлана Осипенко, Анна Сергеєва, Руслан Сокольник, Віктор Марвін та ін. | |
| 2013     | Небезпечні зв'язки                                               | Шодерло де Лакло                                                              | Сергій Маслобойщиков                     | Катерина Кістень, Ігор Рубашкін, Катерина Варченко, Анна Лебедєва, Володимир Заєць | |
| 2013     | Наше Різдво                                                      | Авторська робота акторського колективу вистави                                | Олена Лазовіч                            | Катерина Рубашкіна, Олександр Васін, Олена Мамчур, Владислав Мамчур, Анна Лебедєва, Наталія Здобнова, Олена Лазовіч, Юрій Вутянов, Марія Трепікова, Дарія Творонович, Андрій Попков, Руслан Сокольник, Ігор Назаров, Марія Хомутова, Костянтин Войтенко. | |
| 2012     | Корабель не прийде                                               | Ніс-Момме Штокманн                                                            | Олександр Крижанівський                  | Володимир Кузнєцов, Ігор Рубашкін | Лауреат премії «Київська пектораль» у номінаціях «Краща вистава камерної (малої) сцени» і «За кращу сценографію»                                 |
| 2011     | Врятуй мене Protection                                           | Аня Хілінг                                                                    | Олександр Крижанівський                  | Володимир Заєць, Олександр Васін, Анна Лебедєва, Олена Лазовіч, Ігор Назаров, Лілія Нагірна, Анна Сергєєва. | |
| 2011     | Святої ночі                                                      | Антон Чехов                                                                   | Олена Лазовіч                            | Сергій Чернов, Анна Лебедєва, Владислав Мамчур, Катерина Кістень, Ігор Назаров, Олена Мамчур, Руслан Сокольник, Олександр Васін, Катерина Рубашкіна, Катерина Варченко, Юлія Першута, Юрій Вутянов, Григорій Бакланов, Марія Трепікова, Дарія Творонович, Артур Зайцев, Борис Український, Наталія Здобнова, Володимир Постановський. | Лауреат премії «Київська пектораль» у номінації «Краща жіноча роль» (Катерина Кістень)                                                           |
| 2011     | PUSH UP 1-3 Під тиском                                           | Р.Шиммельпфенніг                                                              | Олександр Крижанівський                  | Ігор Рубашкін, Катерина Кістень, Ігор Назаров, Юрій Вутянов, Анна Лебедєва, Денис Мартинов, Олександр Васін, Наталія Здобнова, Олена Лазовіч, Олеся Власова, Володимир Заєць, Лілія Нагірна, Костянтин Войтенко, Андрій Попков. | Лауреат премії «Київська пектораль» в номінації «Кращий камерний спектакль»                                                                      |
| 2010     | Парадокс Коперника                                               | Андрій Рушковський                                                            | Ігор Славінський                         | Олеся Власова, Наталія Доля, Микола Рушковський, Андрій Самінін, Валерій Легін, Сергій Сипливий, Владислав Мамчур, Олександр Кочубей, Ігор Рубашкін, Дмитро Суржиков, Ігор Назаров, Лев Сомов, Віктор Глушков, Віра Мазур, Валерія Гуляєва, Олександр Фоменко, Катерина Кістень, Олена Лазовіч. | |
| 2010     | Щастя                                                            | Андрій Платонов                                                               | Андрій Білоус                            | Катерина Кістень, Борис Орлов, Катерина Варченко, Денис Мартинов, Юрій Якуша, Володимир Кузнєцов | Лауреат премії «Київська пектораль» у номінаціях «Кращий камерний спектакль», «Кращий акторський дебют» (Борис Орлов)                            |
| 2009     | SALIDA CRUZADA 8 кроків танго                                    | Авторська робота акторського колективу вистави                                | Олена Лазовіч                            | Руслан Сокольник (Павло), Лілія Нагорна / Катерина Кістень / Марина Юрчак (Лідія), Інна Цимбалюк / Олена Мамчур (Ліза), Світлана Осипенко / Анна Лебедєва / Олена Лазовіч (Марина), Юрій Вутянов (Георгій), Владислав Мамчур / Володимир Заєць / Артур Зайцев (Валєра), Ольга Ларіна / Юлія Першута / Яна Коверник / Катерина Варченко / Дарія Творонович (Аня), Олександр Васін / Дмитро Малиночка / Андрій Попков (Женя), Катерина Рубашкіна / Ксенія Дезера / Юлія Першута (Надя) | |
| 2008     | Розпусник                                                        | Е.-Е. Шмітт                                                                   | Олександр Крижанівський                  | Ігор Рубашкін, Катерина Кістень, Ольга Ларіна, Денис Мартинов, Григорій Бакланов, Катерина Варченко, Вероніка Літкевич, Олександра Сизоненко, Ольга Ціцілінська, Андрій Попков | Лауреат премії «Київська пектораль» у номінаціях «Краща камерна вистава», «Краща чоловіча роль» (Ігор Рубашкін)                                  |
| 2007     | Безглузді історії про нас з тобою                                | К. Драгунська                                                                 | Олена Лазовіч                            | Олена Лазовіч, Ольга Ларіна, Владислав Мамчур, Катерина Кістень, Сергій Чернов, Денис Мартинов, Руслан Сокольник, Олена Мамчур, Олександр Васін | |
| 2007     | Meeting-Встреча-Зустріч-Möte                                     | спільна вистава з акторами із театру «MELO» MODERN DANCE TNEATER м. Стокгольм | Олександр Крижанівський                  | Sara Svensson, Josef Palm, Melina Mastrotanasi, Ola Hjelmberg, Kalle Svensson, Катерина Кістень, Ігор Рубашкін, Ігор Назаров, Владислав Мамчур, Денис Мартинов, Руслан Сокольник. | Копродукція Театру на Печерську з Liveartcollective MELO зі Стокгольма. За підтримки Шведського Інституту в Україні.                             |
| 2006     | Різне                                                            | авторська робота акторів вистави                                              | Олександр Крижанівський                  | Денис Мартинов, Олена Лазовіч, Ігор Назаров, Олександр Васін, Юрій Якуша, Сергій Чернов, Руслан Сокольник, Ігор Рубашкін, Катерина Кістень, Аліна Лінькова. | |
| 2005     | Майстер та Маргарита                                             | Михайло Булгаков                                                              | Олександр Крижанівський                  | Якуша Юрій, Сокольник Руслан, Власова Олеся, Рубашкін Ігор, Мамчур Владислав, Кістень Катерина, Назаров Ігор, Нагірна Лілія, Чернов Сергій, Кузнєцов Володимир | |
| 2004     | Закон танго                                                      | Хуліо Кортасар, Хорхе Борхес, Пабло Неруда                                    | Олена Лазовіч, Ігор Рубашкін (хореограф) | Ігор Рубашкін, Володимир Кузнєцов, Сергій Чернов, Руслан Сокільник, Олена Лазовіч, Лілія Нагірна, Олена Мамчур, Катерина Кістень, Владислав Мамчур, Катерина Рубашкіна, Катерина Варченко, Денис Мартинов, Ольга Ларіна, Андрій Журба. | Премія «Київська пектораль» за кращу хореографію. Вистава брала участь в единбурзькому фестивалі Fringe.                                         |
| 2004     | Пригоди Оленярів                                                 | казка для дітей                                                               | Олександр Крижанівський                  | Юрій Якуша, Денис Мартинов, Ігор Рубашкін, Ігор Назаров, Анна Лебедєва, Олена Лазовіч | |
| 2003     | У кожного свої диватства                                         | Антон Чехов                                                                   | Олександр Крижанівський                  | Ігор Рубашкін, Олена Лазовіч, Владислав Мамчур, Ігор Назаров, Анна Лебедєва, Денис Мартинов, Юрій Якуша, Руслан Сокольник, Сергій Чернов, Лілія Нагірна, Олеся Власова | |
| 2003     | Я твій блазень, пророк та брат                                   | Леонід Енгібаров                                                              | Олена Лазовіч                            | Ігор Рубашкін, Анна Лебдєва, Олеся Власова | |
| 2003     | Заручники                                                        | Володимир Каденко                                                             | Ігор Славінський                         | Олеся Власова, Олена Лазовіч, Ігор Рубашкін та ін. | |
| 2002     | Арлекіно — слуга двох панів                                      | Карло Ґольдоні                                                                | Себастьяно Салвато                       | Сергій Чернов, Катерина Кістень, Ігор Назаров, Юрій Якуша, Ігор Рубашкін, Лілія Нагірна, Владислав Мамчур, Анна Лебедєва, Денис Мартинов | Копія вистави режисера Джорджо Стрелера в театрі «Пікколо» (Мілан, Італія)                                                                       |
| 2002     | П'ять оповідань Пелевіна                                         | Віктор Пєлєвін                                                                | Юрій Одинокий                            | Ігор Назаров, Катерина Кістень, Владислав Мамчур, Віктор Марвін, Олександр Васін, Віктор Глушков, Сергій Чернов, Світлана Осипенко, Лілія Нагорна, Катерина Варченко, Ганна Сергєєва | За оповіданнями «Кришталевий світ», «Міттельшпіль», «Бубон Верхнього Світу», «Тарзанка», «Проблема перевертня в середній смузі».                 |
| 2001     | Острів нашої любові та надії                                     | Г. Соловський                                                                 | Олександр Крижанівський                  | Ігор Назаров, Руслан Сокольник, Олена Лазовіч, Катерина Кістень, Катерина Рубашкіна, Юрій Якуша, Анна Лебедєва, Олеся Власова, Владислав Мамчур, Олена Мамчур, Сергій Чернов | |
| 2001     | Забути Герострата                                                | Григорій Горін                                                                | Олександр Крижанівський                  | Олеся Власова, Ігор Рубашкін, Віктор Глушков, Юрій Якуша, Ігор Назаров, Владислав Мамчур, Лада Стародубцева | |
| 2001     | Віфлеємська зірка                                                | Притчі. Казка для дітей                                                       | Олександр Крижанівський                  | Олеся Власова, Ігор Рубашкін, Віктор Глушков, Юрій Якуша, Ігор Назаров, Владислав Мамчур, Олена Лазовіч | |
| 2000     | Хвилини вольності святої                                         | Олександр Пушкін                                                              | Ігор Славінський                         | Андрій Вершилов, Наталія Здобнова, Олеся Власова, Анна Лебедєва, Ігор Назаров, Ігор Рубашкін, Владислав Мамчур, Юрій Якуша, Олена Лазовіч (?) | |
| 2000     | Візит пана В. (глави з роману М.Булгакова «Майстер і Маргарита») | Михайло Булгаков                                                              | Олександр Крижанівський                  | Микола Рушковський, Олеся Власова, Олена Лазовіч, Лада Стародубцева, Олена Фітьє, Кирило Вершилов, Дмитро Голуб, Віктор Глушков, Георгій Жуков, Ігор Назаров, Владислав Мамчур, Ігор Рубашкін, Андрій Самінін, Юрій Якуша. | Дипломна робота |
| 2000     | Пригода Казанови                                                 | Марина Цвєтаєва                                                               | Олена Лазовіч                            | Ігор Рубашкін, Лілія Нагірна | |
| 2000     | Невидимки                                                        | Леонід Зорін                                                                  | Ігор Славінський                         | Микола Рушковський, Оксана Архангельская | |
| 1998     | Людина з Ламанчі                                                 | Васерман, Дерін                                                               | Микола Рушковський                       | Ігор Рубашкін, Ігор Назаров, Олеся Власова, Анна Лебедєва, Юрій Якуша, Владислав Мамчур | Премія «Київська пектораль» у номінації «Колективний дебют»                                                                                      |